# Via Lattea... la prima a destra
Via lattea... la prima a destra è un film fantastico per ragazzi del 1989, scritto e diretto da Ninì Grassia, che ne ha anche composto le musiche originali.

## Trama
Anno 2713. Un bambino alieno, Mirko, abitante del pianeta Konda, viene esiliato sulla Terra del ventesimo secolo per i crimini dei suoi genitori. Ritrovatosi su questo pianeta senza genitori, Mirko (che decide di cambiare nome in Paolino) viene accolto in un orfanotrofio. Viene affidato per un breve periodo a una famiglia che però spaventa con le sue capacità extraterrestri e viene rispedito di nuovo nell'orfanotrofio.
Nel frattempo fa la conoscenza con san Gennaro e Gesù Cristo, che cercano di aiutarlo a integrarsi nella società terrestre. La maestra dell'orfanotrofio si innamora di Gesù ignorando che lui è il messia.
Paolino fa amicizia con un cane randagio, Guaglione, e dimostra di essere bravo a calcio. Viene organizzata una partita per ottenere dei fondi per costruire un nuovo campo e la squadra di Paolino la vince. La partita viene arbitrata da san Gennaro.
Paolino e la sua squadra festeggiano la vittoria in discoteca, e sono invitati ai festeggiamenti Gesù, san Gennaro e sant'Antonio (venuto a Napoli da Padova per far visita a san Gennaro). L'esilio è finito ma Paolino decide di restare sulla Terra, e viene adottato dalla maestra dell'orfanotrofio, mentre Gesù ritorna nel regno celeste.

## Cast
Nella locandina appare - con il cane Guaglione - il piccolo Silvio Ciammarughi. È uno dei pochi bambini impegnati nei film diretti da Ninì Grassia, in questa pellicola che risulta l'unica del genere "per ragazzi" curata dal regista che continuava a girare film erotici. Le riprese sono state fatte nella Provincia di Caserta nei comuni di Vairano Patenora frazione Scalo nei pressi del monumento dell'unità d'Italia e a Roccamonfina presso il santuario di Maria SS. dei Lattani.